# KamAZ-45141
Der KamAZ-45141 (russisch КамАЗ-45141) ist ein Lastwagen mit Allradantrieb aus russischer Produktion, der seit 2009 in Serie gefertigt wird. Das Fahrgestell wird von KAMAZ in Nabereschnyje Tschelny gebaut, der Aufbau im Neftekamski Awtosawod.

## Fahrzeugbeschreibung

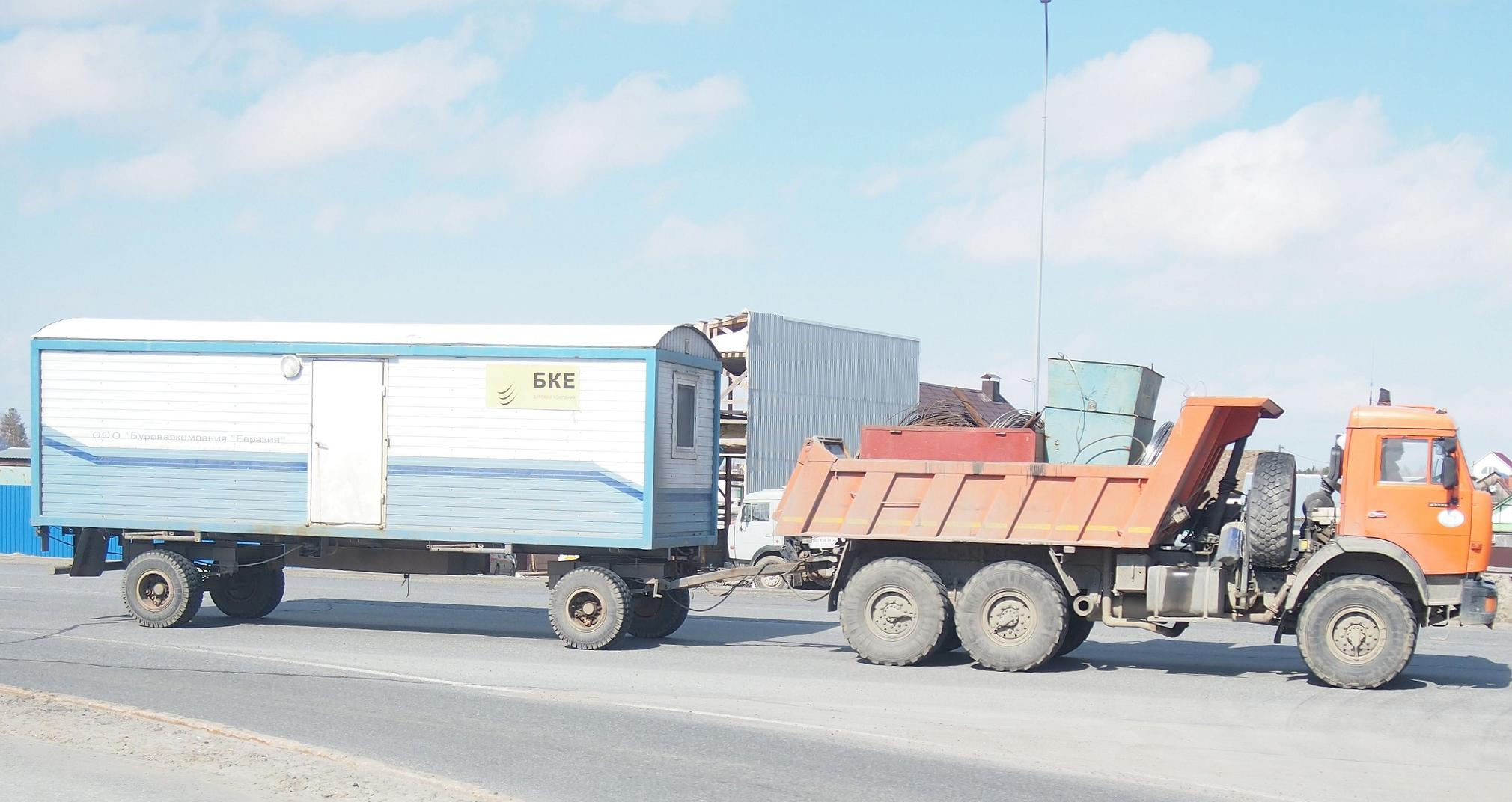
KamAZ-45141 mit Anhänger (2015)

Der KamAZ-45141 wird seit 2009 in Serie produziert. KamAZ nutzt dafür das Fahrgestell des KamAZ-43118, in der aktuellen Version das des KamAZ-43118-46 und baut einen Dieselmotor aus eigener Fertigung ein, der bei einem Hubraum von knapp zwölf Litern 300 PS (221 kW) leistet. Das Getriebe liefert das deutsche Unternehmen ZF Friedrichshafen zu. Es hat neun Gänge und wird von Hand geschaltet.
In früheren Baujahren gab es auch andere Motoren aus Eigenfertigung von KAMAZ, insbesondere den KamAZ-740.13-260 mit 260 PS (191 kW), der mit 10,85 Litern etwas weniger Hubraum als das aktuelle Modell hat. Da er lediglich die Abgasnorm EURO 1 erfüllt, wird er nicht mehr angeboten.
Die Kippmulde des Fahrzeugs fasst 6,6 Kubikmeter Material und ist ausschließlich nach hinten entleerbar. Zum Abkippen werden 19 Sekunden benötigt.
Anders als viele andere Kipper vermarktet KAMAZ das Modell nicht selbst. Stattdessen wird der Lkw vom Neftekamski Awtosawod (kurz NefAZ) vertrieben, welches auch den Aufbau herstellt. NefAZ ist eine Tochtergesellschaft von KAMAZ und stellt seit den 1970er-Jahren Muldenkipper für das Unternehmen her.
KAMAZ beziehungsweise NefAZ fertigen außerdem ähnliche Fahrzeuge, die allerdings eine größere Zuladung haben. Ein Beispiel dafür ist der KamAZ-6522, ebenfalls mit Allradantrieb.

## Technische Daten
Die hier aufgeführten Daten gelten für Fahrzeuge vom Typ KamAZ-45141, wie sie 2016 gefertigt wurden. Die älteren Ausführungen unterscheiden sich hauptsächlich durch den oben genannten, anderen Motor. Über die Bauzeit hinweg und aufgrund verschiedener Modifikationen an den Fahrzeugen können einzelne Werte leicht abweichen.
- Motor: Viertakt-V8-Dieselmotor
- Motortyp: KamAZ-740.662-300
- Leistung: 221 kW (300 PS)
- Hubraum: 11.762 cm³
- Bohrung: 120 mm
- Hub: 130 mm
- maximales Drehmoment: 1275 Nm
- Verdichtung: 17:1
- Abgasnorm: EURO 4
- Getriebe: manuell geschaltetes Neungang-Schaltgetriebe
- Getriebetyp: ZF 9S1310
- Kupplung: mechanische Einscheibenkupplung
- Höchstgeschwindigkeit: 90 km/h
- Tankinhalt: 350 + 210 l
- Bordspannung: 24 V
- Lichtmaschine: 28 V, 3000 W
- Batterie: 2 × 190 Ah, 12 V, in Reihe geschaltet
- Antriebsformel: 6×6

Abmessungen und Gewichte
- Länge: 7795 mm
- Breite: 2500 mm
- Höhe: 3080 mm
- Radstand: 3690 + 1320 mm
- Spurweite: 2050 mm
- Inhalt der Kippmulde: 6,6 m³
- Leergewicht: 11.250 kg
- Zuladung: 9580 kg
- zulässiges Gesamtgewicht: 20.830 kg
- Achslast vorne: 5790 kg
- Achslast hinten: 15.040 kg
- Anhängelast: 12.000 kg
- zulässiges Gesamtgewicht Lastzug: 31.830 kg